# Alvise Mocenigo IV.

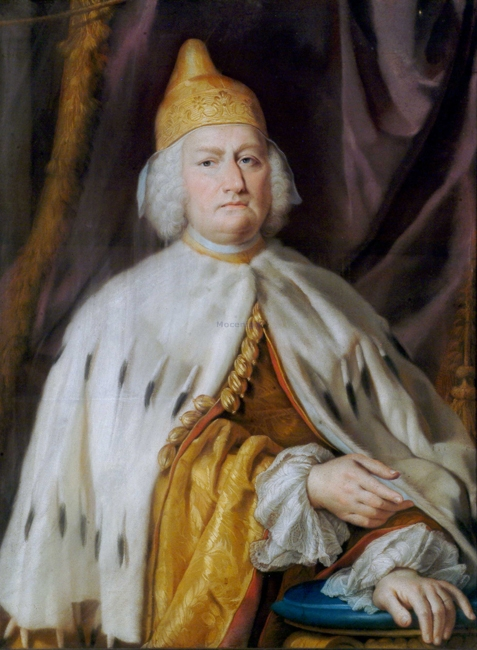
Dogenporträt Alvise Giovanni Mocenigos, 1763 von Francesco Pavona geschaffen, Pastell auf Papier, 91 mal 76 cm; Palazzo Mocenigo a San Stae

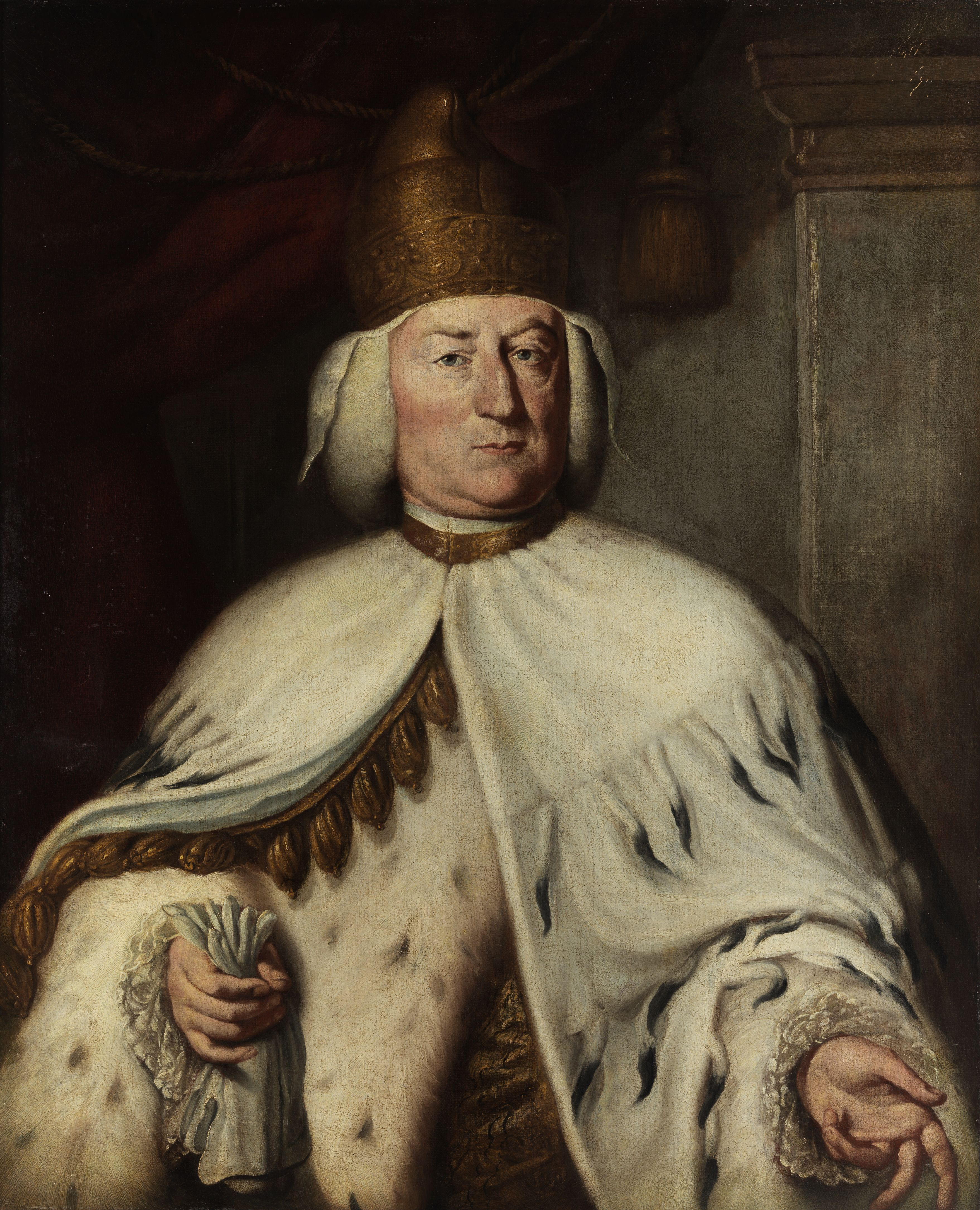
Porträt des Dogen von einem unbekannten Meister, Öl auf Leinwand, 97 mal 78 cm, Privatsammlung

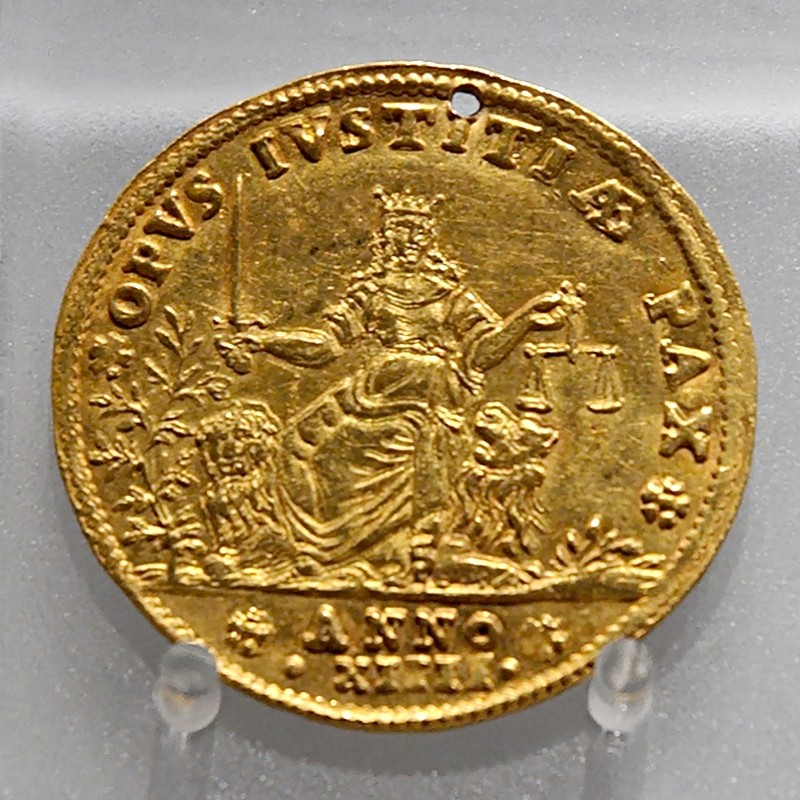
Unter Mocenigo 1572 oder 1574 geprägte Osella

Alvise Giovanni Mocenigo oder Alvise IV. Mocenigo (* 19. Mai 1701 in Venedig; † 31. Dezember 1778 ebenda) war von seiner Wahl am 19. April 1763, bzw. seiner Einsetzung am folgenden Tag, bis zu seinem Tod der drittletzte Doge der Republik Venedig.
Ab 1726 übernahm er alljährlich die dem städtischen Adel vorbehaltenen Ämter, stieg in den innersten Machtzirkel auf und war zudem für die Universität Padua zuständig. Darüber hinaus wurde er vom Großen Rat, der Generalversammlung des venezianischen Patriziats, als Botschafter und Gesandter an den wichtigen Höfen in Paris, Neapel und Rom eingesetzt.
Während seiner Regierungszeit setzte sich der Niedergang der Republik, ihr Machtverlust innerhalb der europäischen Mächte und die Stagnation ihrer Wirtschaft fort. Dennoch wurden unter ihm die Handelskontakte mit den Staaten Nordwestafrikas, aber auch mit Dänemark und Russland intensiviert. Auch versuchte man die führenden Familien Oberitaliens stärker in den Machtapparat zu integrieren. Prägend für seine Amtszeit war zudem eine heftige Verfassungsdebatte zwischen konservativen Angehörigen des venezianischen Adels und solchen, die versuchten Reformen durchzusetzen. Dabei spielten die Machtkerne eine zentrale Rolle, nämlich der Rat der Vierzig (als oberster Gerichtshof), das Collegio (eine Art Kabinett, das die Sitzungen und Erlasse des Großen Rates vorbereitete, der wiederum eine gewaltige Abstimmungsmaschinerie des gesamten Adels darstellte), dann der Senat sowie die Staatsinquisition – dabei bestanden erhebliche personelle und Kompetenzüberschneidungen.

## Herkunft
Alvise IV. Mocenigo war der letzte einer Reihe von sieben Dogen, die aus der Familie Mocenigo stammten. Vor ihm waren Tommaso Mocenigo (1414–1423), Pietro Mocenigo (1474–1476), Giovanni Mocenigo (1478–1485), danach drei Familienangehörige mit dem Namen Alvise Dogen, nämlich ein erster Alvise von 1570 bis 1577, ein zweiter von 1700 bis 1709, schließlich ein dritter von 1722 bis 1732.
Alvise IV. war der jüngste der vier Söhne Alvises III. Mocenigo, genannt Marcantonio, und der Paolina Badoer di Pietro di Sebastiano. Während der Vater dem Familienzweig aus S. Stae entstammte, gehörte die Mutter zum Zweig von S. Moisè. Um den jungen Alvise von seinen zahlreichen gleichnamigen Verwandten zu unterscheiden, erhielt er zusätzlich den Namen Giovanni. Ihr gemeinsamer Sohn war mit Pisana Corner verheiratet, die am 10. März 1769 während seines Dogats verstarb. Das Paar hatte sechs Söhne.

## Leben

### Ämterlaufbahn
Zwar gelangte Alvise IV. mittels der Balla d’oro in den Großen Rat, ihm gestattete also ein Losverfahren nicht nur lange vor seinem 25. Lebensjahr in dieses zentrale Gremium Venedigs zu gelangen, doch erst 1726 bekleidete er erstmals ein öffentliches Amt, nämlich das eines Savio agli Ordini. Dabei handelte es sich um eine häufig gewählte Einstiegsposition, um später in die höheren Ränge aufzusteigen. Im folgenden Jahr allerdings lehnte er die Wiederwahl in dieses Amt ab und zog es vor, das weniger angesehene Amt eines Camerlengo di Comun zu übernehmen.

#### Botschafter in Paris (1730–1733) und Rom (1734–1737)
Am 10. März 1729 wählte ihn der Große Rat, obwohl er bis dahin keinerlei diplomatische Aufgaben wahrgenommen hatte, zum Gesandten beim französischen Königshof. Er konnte sich in den entsprechenden Kreisen bewegen, besaß rednerische Qualitäten und ein erhebliches Vermögen. Im April 1730 kam er an den Hof, von dem er am 7. Mai 1733 vom König persönlich entlassen wurde.
Erst am 18. Februar 1734 trug Alvise Mocenigo seine Relazione vor, seinen seit langem vorgeschriebenen, abschließenden Bericht über seine diplomatische Mission. Darin hatte er ein besonderes Augenmerk auf die Finanzen Frankreichs unter Fleury, aber auch den gescheiterten Sanierungsversuch unter John Law, der 1720 aus Frankreich hatte fliehen müssen, und der sich zeitweise in Venedig aufgehalten hatte, an den Tag gelegt. Law war 1729 in Venedig gestorben.
Mocenigos Mission war überaus erfolgreich. Er kehrte als Ritter nach Venedig zurück. Auch brachte er einige Reliquien des heiligen Dogen Pietro Orseolo mit, dessen Verehrung seit 1731 durch den Papst gestattet war. Am 12. Dezember 1733 nahm er folgerichtig die Nominierung zum Botschafter am Hof Papst Clemens’ XII. an. Dementsprechend zog er nach Rom, wo er sich von April 1734 bis April 1737 aufhielt. Wie üblich, lieferte er auch danach eine Relazione ab.

#### Gesandter in Neapel (1738)
Während er sich noch in Rom aufhielt, erreichte Mocenigo die Nachricht von seiner Nominierung zum Procuratore di San Marco de citra am 27. Juni 1736 – eine der wenigen Positionen, die auf Lebenszeit besetzt wurden. Wieder in Venedig wurde er sogleich Savio del Consiglio im zweiten Halbjahr 1737. Spätestens damit war er, wenn auch noch nicht auf Dauer, im innersten Machtkreis angelangt. Bald musste er nämlich von diesem Amt zurücktreten, weil er zum Sondergesandten an den Hof Karls III. von Neapel, des späteren Königs von Spanien gewählt worden war.
Im Februar 1738 brach er an den Hof auf, den er am 2. März erreichte. Dort konnte er dem König zur Verehelichung mit Maria Amalia von Sachsen gratulieren. Er blieb bis zum 28. Oktober 1738 am Hof. Ähnlich wie am päpstlichen Hof enthielt seine Relazione eher negative Urteile über den Herrscher.

#### Im innersten Machtzirkel Venedigs (ab 1737), Heirat Pisana Corners (1739)
Wieder in Venedig übernahm er erneut die Stellung eines Savio del Consiglio, diesmal für das erste Halbjahr 1739. Danach wurde er Provveditore alle Biave, war also für die Getreideversorgung der Stadt zuständig. Dieses Amt beinhaltete den Umgang mit gewaltigen Geldbeträgen, aber auch mit den zahllosen Kontroll- und Steuerungsmitteln der Stadt.
Am 5. Oktober 1739 heiratete er Pisana Corner. Diese Hochzeit wurde mit größtem Aufwand gefeiert, da beide Familien zu den vermögendsten und einflussreichsten Venedigs zählten. Das Paar hatte sechs Söhne, die allesamt als einen ihrer Vornamen den Namen Alvise erhielten.
In dem knappen Vierteljahrhundert von 1739 bis 1763 gehörte Mocenigo als Savio del Consiglio nun jeweils in der ersten Jahreshälfte dem innersten Machtkreis an. In der zweiten Jahreshälfte übernahm er verschiedene andere Ämter. Zwei Mal allerdings verhinderten Kriege den Aufbruch, wie 1740 die vorgesehene Reise an den päpstlichen Hof Benedikts XIV., bzw. Clemens’ XIII. – Carlo Rezzonico, der Gewählte, war Venezianer – im Juli 1758, als der Papst die Gratulanten von der beschwerlichen Reise dispensierte.

#### Ämter und Zuständigkeiten: Getreide, Gewässer, Gelder, Dogenrat, Universität Padua und Bibliothek
Weitere zwei Male war Mocenigo Provveditore alle Biave, ein Amt, in das er zum 23. Juli 1740 und am 8. Juli 1747 gewählt wurde. Am 7. Juli 1742 erfolgte seine Wahl zum Savio alle Acque, ein Amt, in das er noch mehrfach gewählt wurde. Damit war er für das gesamte Gewässersystem der Stadt einschließlich der Zuflüsse in die Lagune zuständig.
Auch an der Provvision del Danaro erhielt er entsprechende Posten, nämlich am 5. August 1741, am 20. Juli 1743, am 4. Juli des Folgejahres, dann erneut am 14. November 1754, am 12. Juli 1755, am 15. Juli des Folgejahres und abermals am 21. Juli 1759.
Zum Consigliere ducale, zum Dogenrat, nämlich für das Sestiere Santa Croce, wurde er von März bis September 1751 gewählt, dann zum Riformatore dello Studio di Padova – vor allem zur Reformierung der dortigen, wichtigen Fakultät der Rechte – vom 22. April 1752 bis zum 23. April 1754, erneut vom 8. Mai 1756 bis zum 7. Mai 1758 und abermals vom 9. Juni 1762 bis zum 8. Juni 1764 – durch die Wahl zum Dogen wurde die letzte Wahl allerdings obsolet. Noch am 5. Juni 1762 wurde er zum Nachfolger des Marco Foscarini als Verantwortlicher für die Marciana-Bibliothek bestimmt.

#### Sondergesandter in Neapel, Rom, Geheimverhandlungen (1760–1761)
Anlässlich der Thronbesteigung Ferdinands von Neapel wurde er am 24. November 1759 dazu bestimmt, dem neuen König zu gratulieren. Den Hof erreichte er am 31. März 1760; er hielt sich dort bis zum 4. November auf, ein ungewöhnlicher langer Aufenthalt.
Auf der Rückreise hielt er sich vom 15. November 1760 bis zum 17. Oktober 1761 in Rom auf. Offiziell war er weiterhin Sondergesandter in Neapel, während er in dem komplexen Geflecht zwischen den Höfen von Neapel, Madrid und Wien geheime Verhandlungen über ein Zusammengehen oder Bündnis vorantrieb. Sein Vertreter am Neapolitaner Hof war der Sekretär Marino Corniani. In der Relazione, die Mocenigo am 10. Dezember 1761 vor dem Senat hielt, erwähnt er die geheime Reise nach Rom jedenfalls nicht.

### Das Dogenamt (1763–1778)
Am 19. April 1763 wurde Mocenigo im ersten Wahlgang einstimmig zum Dogen gewählt. Seine Ehefrau Pisana Corner hielt ihren feierlichen Einzug am 22. April.

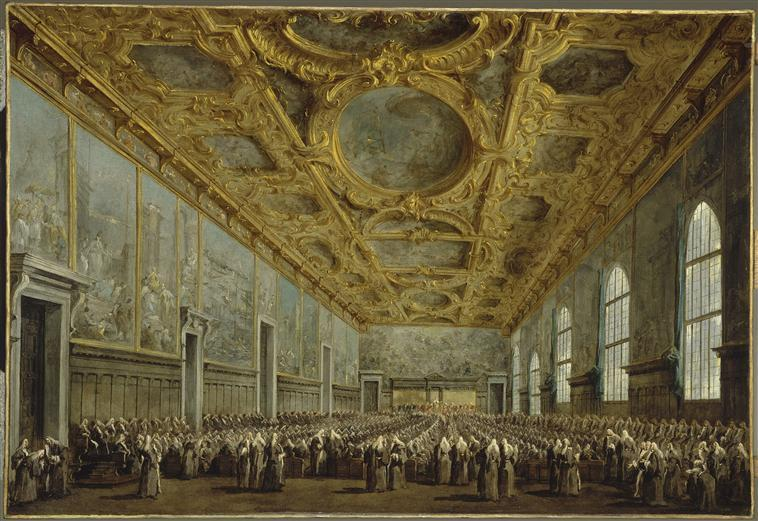
Der Doge im Großen Rat, der Generalversammlung des venezianischen Adels, die im Dogenpalast tagte, Francesco Guardi, zwischen 1766 und 1770, Musée des Beaux-Arts de Nancy

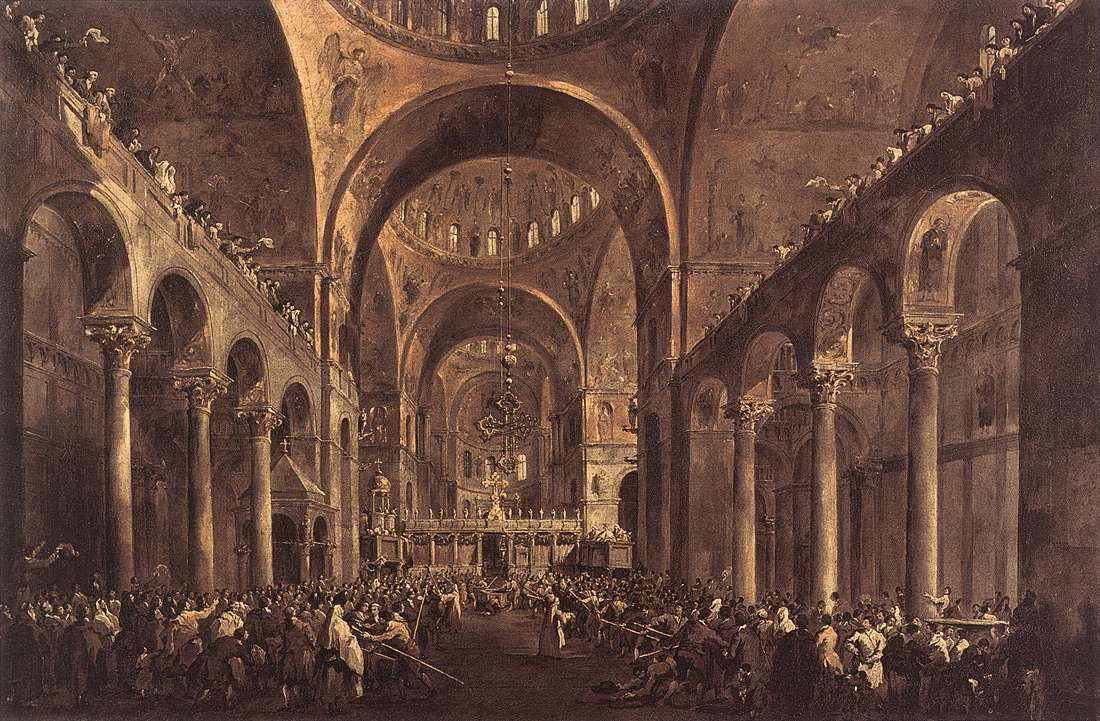
Francesco Guardi: Besuch des Dogen in der Markusbasilika nach seiner Wahl, gemalt zwischen 1775 und 1777, Öl auf Leinwand, 67 mal 100 cm, Königliche Museen der Schönen Künste, Brüssel

#### Handelspolitik
Mit Beginn der 1770er Jahre wurde die wirtschaftliche Situation der Republik bedrohlich. Um die Finanzlage zu stabilisieren, erließ man Gesetze gegen Luxus und Verschwendung, die jedoch weitgehend nicht eingehalten wurden. Man experimentierte mit einer Steuerreform und suchte nach neuen Handelskontakten mit dem Maghreb, Russland und sogar Amerika. So kam es zu Verträgen mit Tripolis (1763), Tunis (1764) und Marokko (1765), dann mit Algerien (1769). Auch wurde der Handel mit Dänemark und Russland, vor allem aber mit Cádiz und Lissabon intensiviert. Dadurch wurde 1766 der Handel mit deren Kolonien in Amerika möglich. Die Landverbindungen in die Gebiete jenseits der Alpen wurden verbessert.
Nach französischem Vorbild entstand eine Handelskammer. Auch wurden die Korporationen aufgelöst, der Besitz der Kleriker begrenzt, aber auch die religiösen Feste, was zum Konflikt mit Papst Clemens XIII. führte.

#### Innenpolitik
Im Sommer 1774 kam es über die Frage, ob der Staat die bis dahin privat geführte Post übernehmen solle, zu einer weitreichenden Verfassungsdebatte. Tatsächlich wurde die Zuständigkeit an den reformfreudigeren Rat der Vierzig überwiesen. Entscheidend war, dass sich damit Angriffe gegen das besagte Collegio verbanden, das den Senat weitgehend entmachtet hatte, aber auch gegen die Staatsinquisition. Eigens eingesetzte Korrektoren tagten im Kloster San Salvatore. Die Spielbank des Ridotto wurde geschlossen, man versuchte, den Senat wieder zu stärken.
Akademien zur Förderung der Landwirtschaft in den Städten Venetiens entstanden und eine Akademie der Künste. Die venezianische Akademie der schönen Künste war bereits seit 1756 anerkannt. Die Beamtengehälter sollten erhöht werden, um der Korruption entgegenzuwirken.
Auch versuchte man, Familien des Provinzadels, die seit mindestens vier Generationen dem Adel angehörten und ein Jahreseinkommen von 10.000 Dukaten aufzuweisen hatten, einen Sitz im Großen Rat anzubieten. Man hoffte seitens der Reformer auf vierzig Familien, die dazu bereit sein sollten, doch fanden sich am Ende nur neun.
Trotz all dieser Engpässe gab es weiterhin in der öffentlichen Zurschaustellung der Vermögen kaum eine Grenze. Das galt auch für die Familie des Dogen. Als 1766 dessen Sohn Alvise heiratete, so erweist eine Abrechnung, beliefen sich die Kosten auf 456.187 Lire.
Zugleich kochten Finanz- und Sittenskandale hoch, in die auch der Doge selbst verwickelt war, da sich der berühmte Dogenring, mit dem jährlich die Vermählung des Dogen mit dem Meer begangen wurde, in der Hand einer adeligen Dame mit schlechtem Leumund wiederfand.

Gabriele Bella († 1799): Die Beerdigungszeremonie vor San Zanipolo, Pinakothek der Querini-Stampalia-Stiftung

Nach dem Tod seiner Frau am 10. März 1769 zeigte der Doge immer deutlicher Anzeichen verstärkter Religiosität. Seine Unentschlossenheit und Führungsschwäche trugen ihm öffentlichen Spott ein. Allerdings war er Neuerungen durchaus aufgeschlossener, als sein Vorgänger.

### Tod und Begräbnis
Mocenigo starb am 31. Dezember 1778. Er wurde in der Kirche San Zanipolo neben seiner Frau begraben. Auch dies bot der Familie noch einmal Gelegenheit zur Prachtentfaltung: Die Prozession dauerte von 18 Uhr 30 bis Mitternacht, das Haus Mocenigo kleidete allein 80 Domestiken in Adelsgewänder, was allein 16.000 Lire verschlang.